# Elektryk stanowy
Elektryk Stanowy (ang. State Electrician) – dziennikarski, później popularny pseudonim katów wykonujących egzekucje na krzesłach elektrycznych. Wymyślone i używane na początku XX wieku. W późniejszych czasach zarzucono używanie tego określenia. 
Tożsamość wielu elektryków stanowych była tajna, do znanych z nazwiska należą:
- Edwin Davis
- Robert Elliott

Obaj byli zatrudnieni w stanie Nowy Jork. Robert Elliott wykonywał zlecenia także w sąsiednich stanach. 
Współcześnie amerykańskich katów określa się prozaicznie Pan X. Niezależnie od płci, która także jest tajna.